# James William Middleton
James William Middleton (Reading, Berkshire, 15 de abril de 1987) é um empresário inglês. O irmão mais novo de Catherine, Princesa de Gales, começou a receber atenção da mídia após o relacionamento de sua irmã e o casamento subsequente com o Príncipe William. Em 2013, ele fundou a Boomf, uma empresa de marshmallow que cria doces comemorativos personalizados. Ele é um defensor da saúde mental e falou sobre suas experiências com o transtorno depressivo maior. Middleton e sua cadela, Ella, são embaixadores da instituição de caridade Pets As Therapy.